# Мирамар (Флорида)
Мирамар (англ. Miramar) — город в округе Брауард, штат Флорида, США. Занимает 4-е место по количеству жителей в округе, 14-е место по этому показателю в штате и 194-е место в стране (по оценкам 2013 года).

## География, транспорт, этимология
Мирамар расположен в южной части округа. Почти со всех сторон граничит с другими населёнными пунктами: Пемброк-Пайнс — с севера, Холливуд — с северо-востока, Уэст-Парк — с востока, Майами-Гарденс — с юго-востока, Майами-Лейкс — с юга, с запада к Мирамару примыкает национальный парк Эверглейдс.
Площадь города составляет 81,07 км², из которых 4,66 км² (5,66 %) занимают открытые водные пространства. Высота над уровнем моря в любом месте города составляет 1—2 метра.
Через город проходят крупные автомагистрали I-75, Homestead Extension of Florida's Turnpike, SR 817, SR 820 и SR 824. Город обслуживает аэропорт Норт-Перри, расположенный сразу за северо-восточными границами города.
Город получил своё название в честь престижного района Мирамар (Гавана, Куба). Несмотря на то, что с испанского Мирамар переводится как «с видом на море», город Атлантическим океаном не омывается.

## История
Мирамар был инкорпорирован 26 мая 1955 года. На тот момент там проживали менее 200 человек (5 лет спустя их было уже почти 5,5 тысяч), а площадь города составляла около 7,5 км².
В 2000 году английский как домашний язык использовали 60,1 % населения города, испанский — 30 %. В том же году было признано, что Мирамар является пятым городом США по количеству жителей — уроженцев Ямайки.
В 2021 году город был награждён премией «All-America City Award» (с англ. — «Всеамериканский город») присуждаемой Национальной гражданской лигой, которую неофициально называют «Нобелевской премией за конструктивное гражданство» и которая выдается за активную гражданскую позицию жителей некорпоративных сообществ Соединённых Штатов в жизни местного самоуправления.

## Демография
На всём протяжении своего существования население города неуклонно росло значительными темпами. Рубеж в 100 000 человек был преодолён в середине 2000-х годов.
2010 год
По переписи 2010 года в Мирамаре проживали 122 041 человек, было 40 294 домохозяйства. За 10 лет, минувших с предыдущей переписи, население города выросло на 67,8 %, при том, что население округа за то же время выросло лишь на 7,7 %, а штата — на 17,6 %. Расовый состав города был: белые — 41 %, негры и афроамериканцы — 45,7 %, коренные американцы — 0,2 %, азиаты — 5,2 %, смешанные расы — 3,7 %, прочие расы — 4,15 %, латиноамериканцы (любой расы) — 36,9 %.
В 52,4 % семей проживали дети младше 18 лет, в 17,4 % — пожилые люди старше 65 лет. Средний размер домохозяйства составлял 3,26 человек, семьи — 3,56 человек.
32,1 % горожан были младше 20 лет, 28,5 % были в возрасте от 20 до 39 лет, 28,8 % — от 40 до 59 лет и 10,6 % — старше 60 лет. Средний возраст жителя был 34 года. 47,2 % горожан были мужского пола и 52,8 % — женского. Средний доход домохозяйства составлял 64 767 долларов в год, 8,5 % населения проживали за чертой бедности.
В городе проживала крупная община людей — выходцев с Гаити, их было 6 % от общего количества жителей (20-е место в стране и 17-е место в штате, если брать в расчёт только населённые пункты со статусом town или city).
2012 год
По оценкам 2012 года в Мирамаре проживали 128 729 человек. Средний доход домохозяйства составлял 64 907 долларов в год, при среднем по штату 45 040 долларов; доход на душу населения был 23 770 долларов в год.
2013 год
По оценкам 2013 года в Мирамаре проживали 130 288 человек: 46,9 % мужского пола и 53,1 % — женского. Средний возраст горожанина составил 33,5 лет при среднем по штату 41 год.
О происхождении своих предков горожане сообщили следующее: выходцы из Вест-Индии (англ. West Indian) — 25,4 %, итальянцы — 2,1 %, немцы — 1,9 %, ирландцы — 1,6 %, англичане — 1,2 %.
Опрос жителей старше 15 лет показал, что 37 % жителей города не состоят в браке и никогда в нём не были, 43,7 % состоят в браке и проживают совместно, 2,6 % состоят в браке, но проживают раздельно, 4,3 % вдовствуют и 12,4 % находятся в разводе.
40,4 % горожан были рождены вне США, при среднем по штату 19,4 %.
2014 год
По данным на июнь 2014 года, безработица в Мирамаре составила 5,7 %, при среднем по штату 6,3 %.
2020 год
По переписи 2020 года в Мирамаре проживали 134 721 человек.
2022 год
По оценкам 2022 года в Мирамаре проживали 137 228 человек.

## Прочие факты
- Девиз округа — «Красота и прогресс». Прежний девиз был «Центр всего».
- В Мирамаре находятся штаб-квартиры таких крупных компаний как Spirit Airlines (авиакомпания; с 1999 года)[12], JL Audio[англ.] (аудио-продукция), Russell Hobbs Inc[англ.] (до 2010 года; бытовая техника).
- Крупные учебные заведения города: Старшая школа «Эверглейдс», Старшая школа Мирамара[англ.].